# Domalde
Domalde (en vieux norrois : Dómaldr ou Dómaldi), également connu sous le nom de Domald (né en 344 et mort à Gamla Uppsala), est un roi légendaire de Suède du IVe siècle appartenant à la dynastie des Ynglingar.
Il est le fils de Visbur et de sa seconde épouse, ainsi que le père de Domar. Il meurt immolé par son peuple.

## Biographie
Son nom signifie « celui qui juge » en vieux norrois.

### Saga des Ynglingar
D'après la Saga des Ynglingar, son règne est marqué par des récoltes désastreuses. Son peuple, affamé, organise des blóts en sacrifiant des bœufs la première année, puis des sacrifices humains la seconde année, sans succès. La troisième année, le Thing se réunit à Gamla Uppsala pour prendre une décision importante pour la survie de leur communauté : le sacrifice du roi lui-même pour sauver son peuple de la famine. Domalde est ainsi sacrifié par ses propres gens devant le temple d'Uppsala,.
Son fils Domar lui succède. Son règne sera long et paisible.

### Autres versions
Selon le scalde norvégien Thjódólfr des Hvínir (Ynglingatal 5), c’est pour obtenir de bonnes récoltes que les Suédois immolent leur roi. Dans l’Historia Norvegiae, texte norvégien écrit en latin, il est sacrifié à Cérès par pendaison. 

## Famille

### Mariage et enfants
De son union avec Hodbroddsdotter, il eut :
- Domar.

## Galerie

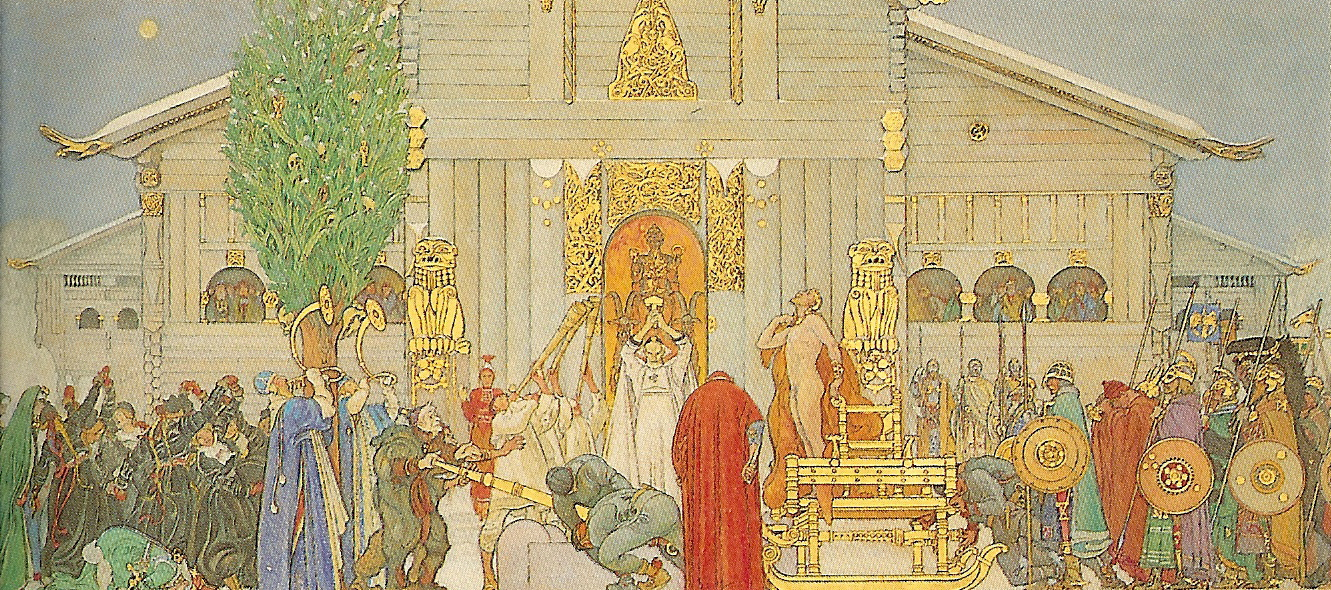
Le sacrifice de Domalde devant le temple d'Uppsala (étude pour Midvinterblot de Carl Larsson, 1915).
Le sacrifice de Domalde devant le temple d'Uppsala.

## Postérité
Le récit de la mort de Dómaldi est à la base de débats et recherches sur le caractère sacré de la royauté chez les anciens Scandinaves. Les chercheurs pensent qu'ils pouvaient être considérés à la source de la fertilité et de la paix du royaume. Son sacrifice est la plus ancienne mention d'une tradition qui se reproduira ultérieurement. Cependant, il reste complexe de déterminer si ces témoignages tardifs retranscrivent des pratiques ayant réellement existé, d'autant plus que cette idée n'est pas étrangère au monde chrétien qui s’immisce dans la politique scandinave lors de la rédaction du Heimskringla par Snorri Sturluson. D'autres théorisent que son décès n'est pas un véritable blót mais qu'il consiste à éliminer un roi n'étant pas parvenu à accomplir ses devoirs afin de laisser place à un autre.

### Sources
- Snorri Sturluson, La Saga des Ynglingar [détail des éditions].